# Asota leuconeura
Asota leuconeura är en fjärilsart som beskrevs av Butler 1879. Asota leuconeura ingår i släktet Asota och familjen nattflyn. Inga underarter finns listade i Catalogue of Life.